# Журавка (Городищенский район)
Жу́равка (укр. Журавка) — село в Звенигородском районе Черкасской области Украины.
Население по переписи 2001 года составляло 730 человек. Занимает площадь 3,977 км². Почтовый индекс — 19521. Телефонный код — 473439.

## Местный совет
19521, Черкасская обл., Звенигородский р-н, с. Журавка, ул. Ленина, 18

## Достопримечательности
Рядом с селом находится одноимённый археологический комплекс черняховской культуры III—IV веков.